# Чемпионат России по кёрлингу среди женщин 2009
17-й Чемпионат России по кёрлингу среди женщин 2009 проводился с 24 по 26 октября 2008 года (1-й круг группы «А», также являвшийся розыгрышем Кубка России по кёрлингу среди женщин 2008) и с 9 по 12 апреля 2009 года (2-й круг группы «А» и турнир группы «Б») в городе Москва в Ледовом дворце «Москвич». Чемпионат проводился в двух дивизионах — Высшая лига, группа «А» (8 команд) и Высшая лига, группа «Б» (8 команд).
Чемпионский титул выиграла команда «Москва» (Москва; скип Ольга Жаркова), серебряными призёрами стала команда «ЭШВСМ "Москвич"-1» (Москва; скип Людмила Прививкова). Бронзовые медали выиграла команда «СКА-1» (Санкт-Петербург; скип Яна Некрасова).

## Регламент турнира
Команды в каждом дивизионе (группа «А», группа «Б») играют между собой по круговой системе (группа «А» — в два круга, группа «Б» — в один круг). Места распределяются по общему количеству побед. В случае равенства этого показателя у двух и более команд приоритет отдается преимуществу в личных встречах соперников, если число побед в личных встречах между двумя командами одинаково — они играют дополнительный матч (тай-брейк). Команда, занявшая 8-е место в группе «А», на следующем чемпионате выступает в группе «Б»; команда, занявшая 1-е место в группе «Б», в следующем чемпионате выступает в группе «А». Команды, занявшие 7-е место в группе «А» и 2-е место в группе «Б», играют стыковой матч за право на следующем чемпионате играть в группе «А».

## Высшая лига, группа «А»

### Составы команд
|    | Команда                      | Четвёртый (скип)   | Третий                | Второй              | Первый              | Запасной        |
| -- | ---------------------------- | ------------------ | --------------------- | ------------------- | ------------------- | --------------- |
| А1 | Москва                       | Ольга Жаркова      | Кира Езех             | Анна Сидорова       | Галина Арсенькина   | Ольга Зябликова |
| А2 | Московская область (Дмитров) | Татьяна Смирнова   | Татьяна Лукина        | Анастасия Скултан   | Юлия Сторожева      |                 |
| А3 | СКА-1 (Санкт-Петербург)      | Яна Некрасова      | Наталья Эверт         | Яна Голобородько    | Светлана Фильчакова | Вита Моисеева   |
| А4 | СКА-2 (Санкт-Петербург)      | Ольга Волохова     | Анастасия Расхорошина | Ольга Воронова      | Екатерина Матвеева  |                 |
| А5 | УОР №2 (Санкт-Петербург)     | Светлана Яковлева  | Оксана Гертова        | Олеся Глущенко      | Екатерина Ильиных   |                 |
| А6 | ЭШВСМ «Москвич-1» (Москва)   | Людмила Прививкова | Екатерина Галкина     | Маргарита Фомина    | Екатерина Антонова  |                 |
| А7 | ЭШВСМ «Москвич-2» (Москва)   | Юлия Светова       | Дарья Козлова         | Маргарита Борисова  | Анна Лобова         |                 |
| А8 | ЮНИОН (Москва)               | Анастасия Борисова | Ксения Левицкая       | Маргарита Нестерова | Наталья Хвацкая     |                 |

### Групповой этап
|    | Команда (скип)                         | А1        | А2        | А3       | А4        | А5        | А6        | А7        | А8        | В  | П  | Место |
| -- | -------------------------------------- | --------- | --------- | -------- | --------- | --------- | --------- | --------- | --------- | -- | -- | ----- |
| А1 | Москва (Ольга Жаркова)                 | *         | 14:1 7:5  | 2:9 12:6 | 9:5 7:6   | 20:0 13:2 | 9:10 9:3  | 6:5 8:7   | 9:3 8:0   | 12 | 2  | 1     |
| А2 | Московская область (Татьяна Смирнова)  | 1:14 5:7  | *         | 5:7 4:6  | 2:11 5:8  | 8:6 9:3   | 3:9 4:13  | 3:7 5:3   | 4:10 11:9 | 5  | 9  | 7     |
| А3 | СКА-1 (Яна Некрасова)                  | 9:2 6:12  | 7:5 6:4   | *        | 10:6 4:6  | 13:1 7:5  | 5:7 3:11  | 6:4 6:9   | 5:7 6:5   | 8  | 6  | 3     |
| А4 | СКА-2 (Ольга Волохова)                 | 5:9 6:7   | 11:2 8:5  | 6:10 6:4 | *         | 11:3 10:8 | 7:10 7:6  | 6:9 1:12  | 5:8 1:13  | 6  | 8  | 6     |
| А5 | УОР №2 (Светлана Яковлева)             | 0:20 2:13 | 6:8 3:9   | 1:13 5:7 | 3:11 8:10 | *         | 5:14 0:8  | 5:10 5:6  | 3:!0 5:9  | 0  | 14 | 8     |
| А6 | ЭШВСМ «Москвич»-1 (Людмила Прививкова) | 10:9 3:9  | 9:3 13:4  | 7:5 11:3 | 10:7 6:7  | 14:5 8:0  | *         | 11:2 6:10 | 8:7 4:7   | 10 | 4  | 2     |
| А7 | ЭШВСМ «Москвич»-2 (Юлия Светова)       | 5:6 7:8   | 7:3 3:5   | 4:6 9:6  | 9:6 12:1  | 10:5 6:5  | 2:11 10:6 | *         | 2:9 7:9   | 7  | 7  | 5     |
| А8 | ЮНИОН (Анастасия Борисова)             | 3:9 0:8   | 10:4 9:11 | 7:5 5:6  | 8:5 13:1  | 10:3 9:5  | 7:8 7:4   | 9:2 9:7   | *         | 8  | 6  | 3     |

     Проходят в тай-брейк за 3-е место
     Проходят в стыковой матч с командой, занявшей в группе «Б» 2-е место

### Тай-брейк за 3-е место
|  | .                          |                            |                            |                            |                            |                            |                            |                            |                            |   |
|  |                            |                            |                            |                            |                            |                            |                            |                            |                            |   |
|  | СКА-1 (Яна Некрасова)      | СКА-1 (Яна Некрасова)      | СКА-1 (Яна Некрасова)      | СКА-1 (Яна Некрасова)      | СКА-1 (Яна Некрасова)      | СКА-1 (Яна Некрасова)      | СКА-1 (Яна Некрасова)      | СКА-1 (Яна Некрасова)      | СКА-1 (Яна Некрасова)      | 7 |
|  | СКА-1 (Яна Некрасова)      | СКА-1 (Яна Некрасова)      | СКА-1 (Яна Некрасова)      | СКА-1 (Яна Некрасова)      | СКА-1 (Яна Некрасова)      | СКА-1 (Яна Некрасова)      | СКА-1 (Яна Некрасова)      | СКА-1 (Яна Некрасова)      | СКА-1 (Яна Некрасова)      | 7 |
|  | ЮНИОН (Анастасия Борисова) | ЮНИОН (Анастасия Борисова) | ЮНИОН (Анастасия Борисова) | ЮНИОН (Анастасия Борисова) | ЮНИОН (Анастасия Борисова) | ЮНИОН (Анастасия Борисова) | ЮНИОН (Анастасия Борисова) | ЮНИОН (Анастасия Борисова) | ЮНИОН (Анастасия Борисова) | 5 |
|  | ЮНИОН (Анастасия Борисова) | ЮНИОН (Анастасия Борисова) | ЮНИОН (Анастасия Борисова) | ЮНИОН (Анастасия Борисова) | ЮНИОН (Анастасия Борисова) | ЮНИОН (Анастасия Борисова) | ЮНИОН (Анастасия Борисова) | ЮНИОН (Анастасия Борисова) | ЮНИОН (Анастасия Борисова) | 5 |

## Высшая лига, группа «Б»

### Составы команд
|    | Команда                            | Четвёртый (скип)   | Третий            | Второй               | Первый               | Запасной          |
| -- | ---------------------------------- | ------------------ | ----------------- | -------------------- | -------------------- | ----------------- |
| Б1 | МОУ ДОД СДЮСШОР (Дмитров)          | Марина Калинина    | Анна Грецкая      | Анастасия Москалёва  | Марина Веренич       | Ника Чередникова  |
| Б2 | Ленинградская область              | Мария Малашина     | Анна Долженко     | Анжелика Тимофеева   | Анастасия Перевозова | Юлия Задорожная   |
| Б3 | ЛОТО (Москва)                      | Татьяна Дыбина     | Светлана Тынкован | Анна Терехова        | Елена Мартынова      | Екатерина Баскова |
| Б4 | Планета Льда (Москва)              | Юлия Лачевская     | Татьяна Сухова    | Нина Матвеенко       | Мария Калиновская    |                   |
| Б5 | СДЮСШОР «Юность-Метар» (Челябинск) | Анна Кунцева       | Алёна Жукова      | Наталья Зайцева      | Дарья Ященко         | Ольга Журавлёва   |
| Б6 | СКА-3 (Санкт-Петербург)            | Екатерина Лисицкая | Ирина Колесникова | Эльвира Гуляева      | Арина Коптиева       |                   |
| Б7 | ШВСМ ЗВС (Санкт-Петербург)         | Мария Дуюнова      | Анна Мыльникова   | Мария Виноградова    | Алёна Борисова       |                   |
| Б8 | Янтарь (Калининград)               | Алиса Трегуб (4-й) | Юлия Гузиёва      | Галина Бралюк (скип) | Сусанна Гефель       |                   |

### Групповой этап
|    | Команда (скип)                         | Б1   | Б2   | Б3   | Б4   | Б5   | Б6   | Б7  | Б8   | В | П | Место |
| -- | -------------------------------------- | ---- | ---- | ---- | ---- | ---- | ---- | --- | ---- | - | - | ----- |
| Б1 | МОУ ДОД СДЮСШОР (Марина Калинина)      | *    | 10:4 | 5:7  | 7:8  | 8:6  | 5:10 | 4:7 | 7:8  | 2 | 5 | 7     |
| Б2 | Ленинградская область (Мария Малашина) | 4:10 | *    | 7:8  | 8:10 | 10:9 | 2:7  | 7:8 | 5:8  | 1 | 6 | 8     |
| Б3 | ЛОТО (Татьяна Дыбина)                  | 7:5  | 8:7  | *    | 9:11 | 3:9  | 6:9  | 7:6 | 8:5  | 4 | 3 | 2     |
| Б4 | Планета Льда (Юлия Лачевская)          | 8:7  | 10:8 | 11:9 | *    | 0:10 | 4:12 | 5:6 | 11:6 | 4 | 3 | 4     |
| Б5 | СДЮСШОР «Юность-Метар» (Анна Кунцева)  | 6:8  | 9:10 | 9:3  | 10:0 | *    | 6:13 | 4:5 | 7:5  | 3 | 4 | 5     |
| Б6 | СКА-3 (Екатерина Лисицкая)             | 10:5 | 7:2  | 9:6  | 12:4 | 13:6 | *    | 7:2 | 7:4  | 7 | 0 | 1     |
| Б7 | ШВСМ ЗВС (Мария Дуюнова)               | 7:4  | 8:7  | 6:7  | 6:5  | 5:4  | 2:7  | *   | 5:9  | 4 | 3 | 2     |
| Б8 | Янтарь (Галина Бралюк)                 | 8:7  | 8:5  | 5:8  | 6:11 | 5:7  | 4:7  | 9:5 | *    | 3 | 4 | 6     |

     Проходят в тай-брейк за 2-е место

### Тай-брейк за 2-е место
|  | .                        |                          |                          |                          |                          |                          |                          |                          |                          |   |
|  |                          |                          |                          |                          |                          |                          |                          |                          |                          |   |
|  | ЛОТО (Татьяна Дыбина)    | ЛОТО (Татьяна Дыбина)    | ЛОТО (Татьяна Дыбина)    | ЛОТО (Татьяна Дыбина)    | ЛОТО (Татьяна Дыбина)    | ЛОТО (Татьяна Дыбина)    | ЛОТО (Татьяна Дыбина)    | ЛОТО (Татьяна Дыбина)    | ЛОТО (Татьяна Дыбина)    | 4 |
|  | ЛОТО (Татьяна Дыбина)    | ЛОТО (Татьяна Дыбина)    | ЛОТО (Татьяна Дыбина)    | ЛОТО (Татьяна Дыбина)    | ЛОТО (Татьяна Дыбина)    | ЛОТО (Татьяна Дыбина)    | ЛОТО (Татьяна Дыбина)    | ЛОТО (Татьяна Дыбина)    | ЛОТО (Татьяна Дыбина)    | 4 |
|  | ШВСМ ЗВС (Мария Дуюнова) | ШВСМ ЗВС (Мария Дуюнова) | ШВСМ ЗВС (Мария Дуюнова) | ШВСМ ЗВС (Мария Дуюнова) | ШВСМ ЗВС (Мария Дуюнова) | ШВСМ ЗВС (Мария Дуюнова) | ШВСМ ЗВС (Мария Дуюнова) | ШВСМ ЗВС (Мария Дуюнова) | ШВСМ ЗВС (Мария Дуюнова) | 9 |
|  | ШВСМ ЗВС (Мария Дуюнова) | ШВСМ ЗВС (Мария Дуюнова) | ШВСМ ЗВС (Мария Дуюнова) | ШВСМ ЗВС (Мария Дуюнова) | ШВСМ ЗВС (Мария Дуюнова) | ШВСМ ЗВС (Мария Дуюнова) | ШВСМ ЗВС (Мария Дуюнова) | ШВСМ ЗВС (Мария Дуюнова) | ШВСМ ЗВС (Мария Дуюнова) | 9 |

Победитель проходит в стыковой матч с командой «Московская область», занявшей в группе «А» 7-е место.

## Стыковой матч
Победитель в следующем году играет в группе «А», проигравший — в группе «Б».
|  | .                                     |                                       |                                       |                                       |                                       |                                       |                                       |                                       |                                       |    |
|  |                                       |                                       |                                       |                                       |                                       |                                       |                                       |                                       |                                       |    |
|  | Московская область (Татьяна Смирнова) | Московская область (Татьяна Смирнова) | Московская область (Татьяна Смирнова) | Московская область (Татьяна Смирнова) | Московская область (Татьяна Смирнова) | Московская область (Татьяна Смирнова) | Московская область (Татьяна Смирнова) | Московская область (Татьяна Смирнова) | Московская область (Татьяна Смирнова) | 12 |
|  | Московская область (Татьяна Смирнова) | Московская область (Татьяна Смирнова) | Московская область (Татьяна Смирнова) | Московская область (Татьяна Смирнова) | Московская область (Татьяна Смирнова) | Московская область (Татьяна Смирнова) | Московская область (Татьяна Смирнова) | Московская область (Татьяна Смирнова) | Московская область (Татьяна Смирнова) | 12 |
|  | ШВСМ ЗВС (Мария Дуюнова)              | ШВСМ ЗВС (Мария Дуюнова)              | ШВСМ ЗВС (Мария Дуюнова)              | ШВСМ ЗВС (Мария Дуюнова)              | ШВСМ ЗВС (Мария Дуюнова)              | ШВСМ ЗВС (Мария Дуюнова)              | ШВСМ ЗВС (Мария Дуюнова)              | ШВСМ ЗВС (Мария Дуюнова)              | ШВСМ ЗВС (Мария Дуюнова)              | 1  |
|  | ШВСМ ЗВС (Мария Дуюнова)              | ШВСМ ЗВС (Мария Дуюнова)              | ШВСМ ЗВС (Мария Дуюнова)              | ШВСМ ЗВС (Мария Дуюнова)              | ШВСМ ЗВС (Мария Дуюнова)              | ШВСМ ЗВС (Мария Дуюнова)              | ШВСМ ЗВС (Мария Дуюнова)              | ШВСМ ЗВС (Мария Дуюнова)              | ШВСМ ЗВС (Мария Дуюнова)              | 1  |

## Итоговая классификация
| Место | Команда                            | Скип               | И  | В  | П  |
| ----- | ---------------------------------- | ------------------ | -- | -- | -- |
| 1     | Москва                             | Ольга Жаркова      | 14 | 12 | 2  |
| 2     | ЭШВСМ «Москвич»-1 (Москва)         | Людмила Прививкова | 14 | 10 | 4  |
| 3     | СКА-1 (Санкт-Петербург)            | Яна Некрасова      | 15 | 9  | 6  |
| 4     | ЮНИОН (Москва)                     | Анастасия Борисова | 15 | 8  | 7  |
| 5     | ЭШВСМ «Москвич»-2 (Москва)         | Юлия Светова       | 14 | 7  | 7  |
| 6     | СКА-2 (Санкт-Петербург)            | Ольга Волохова     | 14 | 6  | 8  |
| 7     | Московская область (Дмитров)       | Татьяна Смирнова   | 15 | 6  | 9  |
| 8     | УОР №2 (Санкт-Петербург)           | Светлана Яковлева  | 14 | 0  | 14 |
| 9     | СКА-3 (Санкт-Петербург)            | Екатерина Лисицкая | 7  | 7  | 0  |
| 10    | ШВСМ ЗВС (Санкт-Петербург)         | Мария Дуюнова      | 9  | 5  | 4  |
| 11    | ЛОТО (Москва)                      | Татьяна Дыбина     | 8  | 4  | 4  |
| 12    | Планета Льда (Москва)              | Юлия Лачевская     | 7  | 4  | 3  |
| 13    | СДЮСШОР «Юность-Метар» (Челяюинск) | Анна Кунцева       | 7  | 3  | 4  |
| 14    | Янтарь (Калининград)               | Галина Бралюк      | 7  | 3  | 4  |
| 15    | МОУ ДОД СДЮСШОР (Дмитров)          | Марина Калинина    | 7  | 2  | 5  |
| 16    | Ленинградская область              | Мария Малашина     | 7  | 1  | 6  |

     На следующем чемпионате переходят в турнир группы «А»
     На следующем чемпионате переходят в турнир группы «Б»